# 私の16才
「私の16才」（わたしのじゅうろくさい）は、1982年3月21日に発売された小泉今日子のデビューシングル。本項では便宜上、同曲の原曲となる森まどかの楽曲「ねえ・ねえ・ねえ」についても記述する。

## 解説
- 後述する1979年（昭和54年）の森まどか「ねえ・ねえ・ねえ」のカバー曲であった。どちらの曲の歌詞も、サビで「ねぇ」が3回くり返される。オリコン週間チャート1982年3月29日付で72位初登場で、22位まで上昇した。
- TBSテレビ系列「ザ・ベストテン」へは、1982年5月6日に「今週のスポットライト」（同期デビューの三田寛子と共演）で、 日本テレビ系列「ザ・トップテン」へは、1982年4月12日に「話題曲コーナー」で、それぞれ各音楽生番組の初出演を果たしている。
- 本作からシングル4作を担当した、当時ビクター音楽産業（以下ビクター、現：ビクターエンタテインメント〈二代目〉）の制作ディレクターだった高橋隆によると、同じビクター音楽産業で以前担当していた石野真子がライブ後半で披露していた洋楽ディスコ曲の盛り上がりが印象的だったため、小泉のデビュー曲の楽曲制作に際してそれをやってみようと発案。楽曲見本の1曲として「ねえ・ねえ・ねえ」を小泉の所属事務所の社長に聴かせたところ、「これをやる」とデビュー曲に指名。さらに「詞も曲も編曲も変えないで」と指示したため、小泉のキーにだけ変更して録音した、とのこと。[3]

## 収録曲
1. 私の16才 (3分44秒)
作詞：真樹のり子／作曲：たきのえいじ／編曲：神保正明
2. 三色れもん (3分23秒)
作詞：荒木とよひさ／作曲：鈴木キサブロー／編曲：萩田光雄

## 収録作品 (小泉今日子バージョン)
- 私の16才
  - マイ・ファンタジー
  - SUPER BEST THANK YOU KYOKO
  - Absolute Best For CD
  - Celebration
  - Do You Love Me Kyoko Koizumi Best - ショートバージョンで収録。
  - ザ・ベスト
  - CD FILE 小泉今日子 Vol. 1
  - KYON3 〜 KOIZUMI THE GREAT 51
  - Kyon30 〜なんてったって30年!〜
  - コイズミクロニクル COMPLETE SINGLE BEST 〜1982-2017〜
- 三色れもん
  - SUPER BEST THANK YOU KYOKO
  - Absolute Best For CD
  - CD FILE 小泉今日子 Vol. 1
  - マイ・ファンタジー+2

## 森まどかによる原曲
「ねえ・ねえ・ねえ」は、1979年4月25日にリリースされた森まどかの2枚目のシングル(EP: SV-6569)。

### 解説
- 制作ディレクター・高橋隆はインタビューで、『怪僧ラスプーチン（英語版）』を参考に制作したと語っている。

### 収録曲
1. ねえ・ねえ・ねえ (3分50秒)
作詞：たかはしのりこ／作曲：たきのえいじ／編曲：神保正明
2. マイ・ボーイ (3分33秒)
作詞：竜真知子／作曲：穂口雄右／編曲：渡辺茂樹

## その他のカバー
- カルメン・ウォン（王雅文） - 広東語版「狂風」、アルバム『陪伴我多一次』に収録（1984年）